# Línea ER02
Corredor ER02 es el nombre técnico que reciben los servicios de Media Distancia entre Valencia y Vinaroz, pertenecientes a la línea 50 de Media Distancia. No obstante, el tramo que discurre entre Valencia y Castellón está gestionado por Renfe Cercanías y corresponde a la línea C-6 del núcleo de Cercanías Valencia. El recorrido que efectúan estos servicios, excluyendo el tramo de cercanías, comprende 77 km y un total de 5 paradas intermedias a lo largo de la línea. La línea discurre por las poblaciones de Benicasim, Oropesa del Mar, Torreblanca, Alcalá de Chivert, Peñíscola y Benicarló.
El corredor se creó el 12 de noviembre de 2018 con el aumento de la oferta de trenes entre Valencia y Vinaroz, poblaciones conectadas hasta entonces por 4 servicios de Media Distancia los cuales realizaban el recorrido Valencia-Tortosa y Valencia-Barcelona, siendo Vinaroz estación de paso. Es entonces que se crean 8 nuevos servicios, los cuales se añaden a los 4 existentes entre estas dos urbes, que consisten en la extensión de algunos de los servicios de Cercanías entre Valencia y Castellón ya existentes hasta Vinaroz, como regional entre estas dos últimas ciudades.

## Historia
Los antecedentes a la creación de este servicio son la alta demanda por parte de los estudiantes de la Universidad Jaume I de Castellón que residen en los pueblos del interior y del norte de la provincia (principalmente). Si bien existía un regional entre Castellón y Vinaroz, los servicios diarios eran de 6 trenes, lo cual provocaba una saturación extrema de los trenes.
Finalmente, en octubre de 2018, Renfe anunció el aumento de los servicios diarios de ida y vuelta de 6 a 16  de los servicios entre Castellón y Vinaroz, si bien era la extensión de la C-6 hasta Vinaroz, ya que actualmente la mayoría de los trenes de esta línea parten de Valencia y finalizan en Vinaroz. Así, la oferta actual es de unos 10 trenes en cada sentido entre Castellón y Vinaroz.
El 12 de noviembre del mismo año entró en vigor el servicio de Renfe Media Distancia, el cual perdura hasta hoy día.